# Подрезов, Евгений Николаевич
Евге́ний Никола́евич Подре́зов (2 июля 1942, Тольятти) — советский и российский тренер по боксу. Тренер спортивного общества «Трудовые резервы» и СДЮСШОР № 11 «Бокс», личный тренер мастера спорта международного класса Дмитрия Грубова, заслуженный тренер РСФСР (1985).

## Биография
Евгений Подрезов родился 2 июля 1942 года в городе Тольятти Куйбышевской области. С юных лет активно занимался боксом, но вынужден был завершить спортивную карьеру из-за частых травм рук.
Ещё будучи действующим спортсменом в возрасте восемнадцати лет начал осуществлять тренерскую деятельность. В течение многих лет вместе с Леонидом Кузьменко работал тренером по боксу в добровольном спортивном обществе «Трудовые резервы». Позже занимал должность главного тренера в спортивном клубе «Лада-Бокс», тренировал начинающих боксёров в тольяттинской Специализированной детско-юношеской спортивной школе олимпийского резерва № 11 «Бокс».
За долгие годы тренерской деятельности подготовил многих талантливых спортсменов, добившихся успеха на всесоюзном и всероссийском уровнях. Один из самых известных его учеников — мастер спорта международного класса Дмитрий Грубов, трёхкратный чемпион мира среди военнослужащих, дважды бронзовый призёр чемпионатов СССР, обладатель Кубка СССР. Также в разное время его воспитанниками были двукратный обладатель Кубка СССР Александр Васильев, братья Владимир и Игорь Герасимовы, мастера спорта Анатолий Марушев, Владимир Кутляев, Сергей Онищенко и др. Под его руководством на протяжении всей своей спортивной карьеры тренировался чемпион России среди профессионалов Оник Аршакян.
За выдающиеся достижения на тренерском поприще в 1985 году Евгений Подрезов был удостоен почётного звания «Заслуженный тренер РСФСР».
Заслуженный работник физической культуры Российской Федерации.